# Adalaria tschuktschica
Adalaria tschuktschica är en snäckart som beskrevs av Krause 1885. Adalaria tschuktschica ingår i släktet Adalaria och familjen Onchidorididae. Inga underarter finns listade i Catalogue of Life.